# 慕容明
慕容明（680年8月26日—738年12月28日），字坦，吐谷渾王族，唐檢校闍甄府都督，慕容曦光的族兄。
慕容明是居住於涼州羈縻部落之中的吐谷渾王族成員，其親屬關係不詳，但從生卒時間分析，應與慕容曦光同輩。
唐高宗永隆元年（680年）七月廿七日出生於靈州南衙，五歲時封爲本部代樂王。神龍二年（706）授左屯衛翊府左郎將員外置同正員。景雲二年（711）攝左屯衛將軍、借紫金魚袋、充押渾副使。開元元年（713）加上柱國。開元十年（722）授右監門衛中郎將員外置同正員，或因參與了平定康待賓之亂而升遷。開元十一年，有吐谷渾部落詣沙州投降，唐人將其安置於故且末郡地區，設置闍甄州都督府管理，慕容明出任檢校闍甄府都督。
開元二十六年（738）十一月十三日，慕容明“薨於本衙”，年五十九歲，十二月七日歸葬涼州。終官押渾副使、忠武將軍、右監門衛中郎將員外置同正員、檢校闍甄府都督、攝左威衛將軍、借紫金魚袋。